# Тингри
Тингри или Динжи (тиб. དིང་རི་རྫོང, Вайли: ding ri rdzong, кит. упр. 定日县, пиньинь Dìngrì xiàn) — уезд городского округа Шигадзе, Тибетского автономного района, в Китае.

## География
Уезд расположен на средней высоте 4500 м над уровнем моря, на северном склоне Гималаев и граничит на юге с Непалом. Здесь находится самая высокая точка мира — Джомолунгма, а также три другие горы выше 8 тыс. метров — Лхоцзе, Чо-Ойю и Макалу.

## История
В 1960 году дзонги Тингри и Шейкар были объединены в уезд Тингри.
В январе 2025 года Тингри сильно пострадал в результате масштабного землетрясения: в Цого и Чансо были разрушены более 3,6 тыс. домов, погибли более 120 человек.

## Население
По состоянию на 2024 год в уезде проживало более 61 тыс. человек, большинство составляли тибетцы.

## Административное деление
Уезд делится на 2 посёлка и 11 волостей:
- Посёлок Шейкар (协格尔镇)
- Посёлок Ганга (岗嘎镇)
- Волость Чуданг (曲当乡)
- Волость Зашидзонг (扎西宗乡)
- Волость Кема (克玛乡)
- Волость Ронгша (绒辖乡)
- Волость Цого (措果乡)
- Волость Чуло (曲洛乡)
- Волость Чансо (长所乡)
- Волость Ниша (尼辖乡)
- Волость Заго (扎果乡))
- Волость Пенжи (盆吉乡)
- Волость Джацо (加措乡)

## Экономика
Гималайские вершины, одни из самых красивых по форме природного ландшафта, привлекают туристов и делают это место идеальным для проведения научных исследований. В последние годы в уезде активно растут инвестиции, развиваются транспорт, энергетика, телекоммуникации и другая инфраструктура.

## Достопримечательности
- Ландшафтный парк горы Джомолунгма